# Фавроль (Эна)
Фавро́ль (фр. Faverolles) — коммуна во Франции, находится в регионе Пикардия. Департамент коммуны — Эна. Входит в состав кантона Вилле-Котре. Округ коммуны — Суассон.
Код INSEE коммуны — 02302.

## Население
Население коммуны на 2010 год составляло 343 человека.
| 1962 | 1968 | 1975 | 1982 | 1990 | 1999 | 2010 |
| ---- | ---- | ---- | ---- | ---- | ---- | ---- |
| 364  | 361  | 283  | 265  | 308  | 319  | 343  |

## Экономика
В 2010 году среди 233 человек трудоспособного возраста (15—64 лет) 169 были экономически активными, 64 — неактивными (показатель активности — 72,5 %, в 1999 году было 71,0 %). Из 169 активных жителей работали 151 человек (95 мужчин и 56 женщин), безработных было 18 (7 мужчин и 11 женщин). Среди 64 неактивных 21 человек были учениками или студентами, 17 — пенсионерами, 26 были неактивными по другим причинам.